# 丸の内仲通り南周辺地区
丸の内仲通り南周辺地区（まるのうちなかどおりみなみしゅうへんちく）は東京都千代田区にある再開発地区。デベロッパーは三菱地所。

## 概要
この再開発は、区域内をAからDの4つの地区に分けて行う。A地区は帝劇ビル・国際ビル、B地区は新東京ビルを含む地区、C地区は新国際ビル・新日石ビル、D街区は有楽町ビル・新有楽町ビルとなっている。
このうち、A地区は『（仮称）丸の内3-1プロジェクト』として、再開発を進める。A地区の整備内容は、ビルの高さが145ｍとなり、低層部には、皇居外苑を望む西向きの屋上テラスを設け、イベントが開催出来るようにする。また、この再開発に伴って、帝国劇場はバックステージツアーの受け入れを行うなどといった新しい観光資源になる機能を追加すると共に、出光美術館は文化発信プログラムが展開できるようにする。
それに、有楽町駅を貫く「東西地下通路」を新たに設けて、それぞれの街区と接続すると共に、A街区とD街区には「公共的屋内空間」も設ける。また、将来的には、歩行者空間に生まれ変わるKK線の上部空間とのアクセス性に加え、都心部や臨海地域の地下鉄との乗換の利便性の向上にもつながる計画となっている。 
今後は、三菱地所を始めとする地権者が都市再生特別措置法に基づいて、都市再生特別地区に追加することを千代田区に提案して、千代田区もこの提案を受けて、地区計画の変更手続きを始め、2025年4月から5月頃に東京都都市計画審議会で審議を行い、都市計画の決定・告示は2025年6月を予定している。